# Denis Tunnicliffe, Baron Tunnicliffe

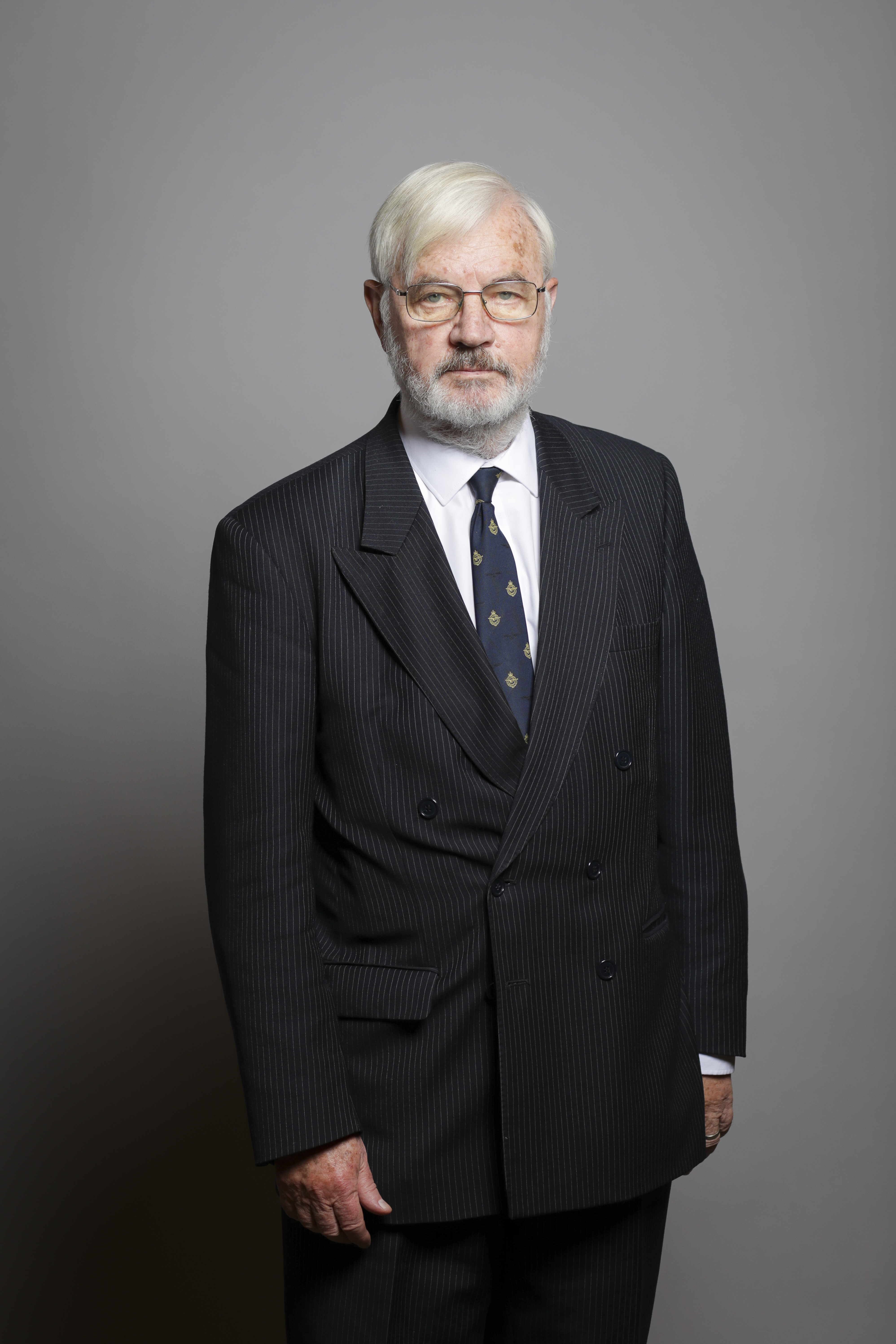
Denis Tunnicliffe, Baron Tunnicliffe

Denis Tunnicliffe, Baron Tunnicliffe CBE (* 17. Januar 1943) ist ein britischer Pilot, Wirtschaftsmanager und Politiker der Labour Party und seit 2004 als Life Peer Mitglied des House of Lords.

## Leben

### Studium, Pilot und Kommunalpolitiker
Nach dem Besuch der Henry Cavendish School in Derby begann Tunnicliffe ein Studium der Mathematik am University College London (UCL), das er 1965 mit einem Bachelor of Science (B.Sc. Mathematics) abschloss. Anschließend wurde er im College of Air Training in Hamble-le-Rice zum Piloten ausgebildet und war anschließend zunächst Copilot bei der Fluggesellschaft British Overseas Airways Corporation (BOAC) sowie seit 1972 Pilot bei British Airways, wo er bis 1986 tätig war. Zwischen 1966 und 1972 war er Mitglied der British Airline Pilots’ Association.
Daneben begann Tunnicliffe zu Beginn der 1970er Jahre seine politische Laufbahn in der Kommunalpolitik und war zunächst von 1972 bis 1975 Mitglied des Rates des Royal Borough von New Windsor sowie zugleich zwischen 1974 und 1978 Mitglied des Rates der Grafschaft Berkshire. Später war er von 1983 bis 1987 Mitglied des Rates des Borough Bracknell Forest und zwischen 1985 und 1987 auch Vorsitzender dieses Gremiums.

### Wirtschaftsmanager und Oberhausmitglied
Nach seinem Ausscheiden bei British Airways 1986 wurde er Manager in der Privatwirtschaft, und zwar zunächst als Leiter der Luftfahrtabteilung der International Leisure Group. Danach wurde er 1988 Geschäftsführender Direktor von London Underground, deren Vorstandsvorsitzender er zwischen 1998 und 2000 war. Zeitgleich war er von 1998 bis 2000 Chief Executive Officer (CEO) von London Regional Transport (LRT) sowie später zwischen 2002 und 2004 Vorstandsvorsitzender der United Kingdom Atomic Energy Authority (UKAEA).
Für seine Verdienste wurde er 1993 zum Kommandeur des Order of the British Empire ernannt.
Am 2. Juni 2004 wurde Tunnicliffe, der seit 2003 Vorstandsvorsitzender des Rail Safety and Standards Board (RSSB) ist, als Life Peer mit dem Titel Baron Tunnicliffe, of Bracknell in the Royal County of Berkshire in den Adelsstand erhoben und ist seither Mitglied des House of Lords.
Während seiner Mitgliedschaft im Oberhaus war er zwischen 2008 und 2010 Parlamentarischer Geschäftsführer der Regierungsfraktion im Oberhaus (Government Whip) sowie zugleich zuerst Sprecher für internationale Entwicklung und danach von 2009 bis 2010 für Arbeit und Pensionen.
Nach der Wahlniederlage der Labour Party bei den Unterhauswahlen vom 6. Mai 2010 wurde er Deputy Chief Whip der Labour-Fraktion und war daneben von 2010 bis 2011 Sprecher der Opposition für Verteidigung. Seit 2012 ist Lord Tunnicliffe Sprecher der oppositionellen Labour-Fraktion für Unternehmen, Innovation und Fähigkeiten.
Darüber hinaus engagiert sich Lord Tunnicliffe als Trustee des Homerton College der University of Cambridge sowie als Verwaltungsratsmitglied des Royal Holloway der Universität London.